# 요시다지마촌
요시다지마촌(일본어: 吉田島村)은 일본 가나가와현 아시가라카미군에 존재했던 촌이다. 현재의 가이세이정 동남부에 해당한다.오다큐 오다와라선 가이세이역 주변에 위치해 있다.

## 역사
- 1889년 4월 1일 - 정촌제 시행에 의해 아사가라카미군 요시다지마촌이 성립하였다.
- 1955년 2월 1일 - 사카타촌과 합병해, 가이세이정이 성립하여, 동일 요시다지마촌은 폐지되었다.

## 참고 문헌
- 角川日本地名大辞典編纂委員会,『角川日本地名大辞典 神奈川県』1984, 角川書店
- 「大井庄 吉田島村」『大日本地誌大系』 第36巻新編相模国風土記稿1巻之13村里部足柄上郡巻之2、雄山閣、1932年8月。NDLJP:1179198/92。